# Parafia Świętego Jana Chrzciciela w Zbroszy Dużej
Parafia pw. Świętego Jana Chrzciciela w Zbroszy Dużej – parafia rzymskokatolicka należąca do dekanatu wareckiego, archidiecezji warszawskiej, metropolii warszawskiej.

## Historia parafii

### Kościół parafialny
Przez stulecia mieszkańcy Zbroszy Dużej należeli do parafii Jasieniec. W 1957 roku postanowili zbudować kaplicę. W porozumieniu z proboszczem ks. Władysławem Wojewodą zgromadzili fundusze. Jednak milicja zarekwirowała zakupione drewno i wszczęła prześladowania rolników angażujących się w budowę świątyni. Szczególną uwagę władze komunistyczne zwróciły na wikariusza jasienieckiego – ks. Czesława Sadłowskiego, który w 1967 roku zamieszkał w oddalonej od Jasieńca wiosce z misją poprowadzenia duszpasterstwa wśród tych, których życie realizowało się w duchu wiary. Wikariusz ks. Czesław w wydzierżawionym budynku gospodarczym urządził salę katechetyczną i kaplicę. Kuria Metropolitarna Warszawska zezwoliła na odprawianie w niej Mszy świętych i 10 marca 1969 roku duszpasterz odprawił pierwszą w Zbroszy Dużej Ofiarę Eucharystyczną. Dwa dni później komunistyczna administracja budowlana dokonała inspekcji, zakazując użytkowania kaplicy i zobowiązując milicję do dopilnowania zakazu. Parafianie, nie zwa-żając na represje i przesłuchania, nadal gromadzili się na nabożeństwach. Duszpasterz prześlado-wany i nękany, trwał…
Prace budowlane rozpoczęto po utworzeniu parafii. W pierwszym etapie powstał tymczasowy obiekt sakralny, który służył wiernym do czasu wzniesienia właściwego kościoła. Następnie przystąpiono do budowy murowanej świątyni, w której wzięli udział zarówno duchowni, jak i mieszkańcy miejscowości oraz okolicznych wsi. Uczestnictwo parafian miało charakter zarówno materialny, jak i organizacyjny – wierni ofiarowali środki finansowe, materiały budowlane oraz własną pracę.
Kościół został zaprojektowany w stylu nowoczesnym, typowym dla obiektów sakralnych drugiej połowy XX wieku. Jest to budowla murowana, jednonawowa, z wyodrębnionym prezbiterium. Wnętrze charakteryzuje się prostotą formy, dużymi powierzchniami ścian oraz funkcjonalnością liturgiczną. Centralnym punktem świątyni jest ołtarz główny, wokół którego koncentruje się życie liturgiczne parafii.

## Proboszczowie
- ks. Czesław Sadłowski (1974–2009)
- ks. Ryszard Kania (2009–2024)
- ks. Artur Ściana (2024–2025)
- ks. Marek Michalczyk (od 2025)